# Туранські
Туранські — козацько-старшинський рід, що походить від Михайла Туранського (1-ша половина 17 ст.). Його син — Олексій Михайлович (р. н. невід. — п. 1716), глухівський сотник (1699—1709) та генеральний суддя (1709–16), учасник багатьох військових походів, а онук — Дем’ян Олексійович (р. н. невід. — п. до 1771), глухівський городовий отаман (1732—40) і глухівський сотник (1740—60). Інші представники роду обіймали посади бунчукових товаришів і військових товаришів.
Рід згас наприкінці 18 ст. Родові маєтки успадкували Тимковські.

## Вшанування пам'яті
25 квітня 2024 року у місті Дергачі в’їзд Матюшенка перейменували на в’їзд Туранських.